# Die (elettronica)

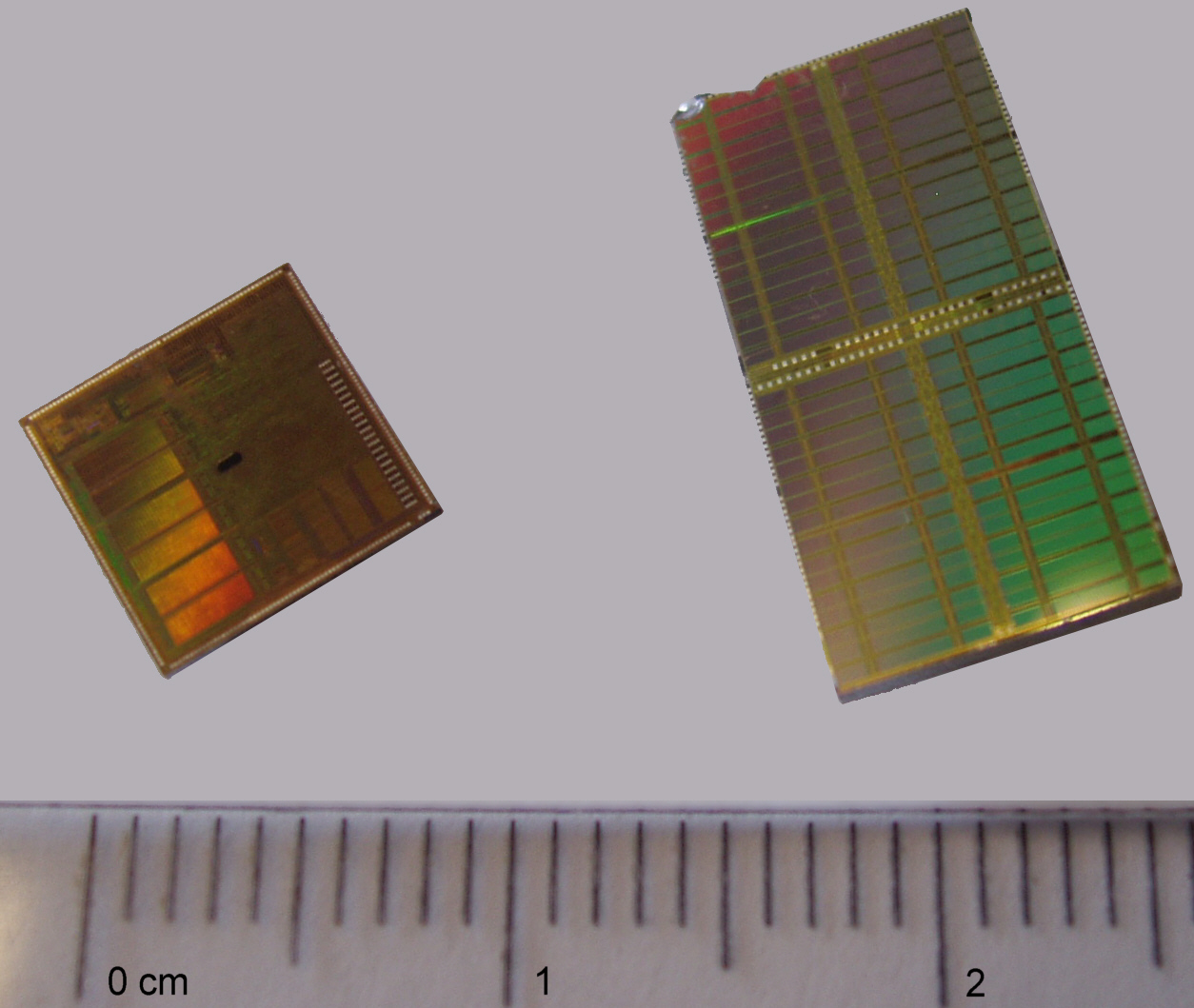
Die finiti, pronti per essere montati nel package

Il die è la sottile piastrina di materiale semiconduttore sulla quale è stato realizzato il circuito elettronico del circuito integrato, a sua volta realizzato attraverso un procedimento litografico. 
Il die sigillato nel suo contenitore, chiamato col termine inglese package (letteralmente "confezione", "pacchetto"), forma un componente elettronico (il circuito integrato). Tra il die (di dimensioni di qualche millimetro) e i terminali accessibili del circuito integrato (chiamati col termine italiano "piedini" o col termine inglese pin) viene realizzata la connessione elettrica mediante sottilissimi fili.
La realizzazione del die, dai primi transistor ai moderni microprocessori, contiene gran parte della storia della tecnologia elettronica a semiconduttore.

## Realizzazione di undie

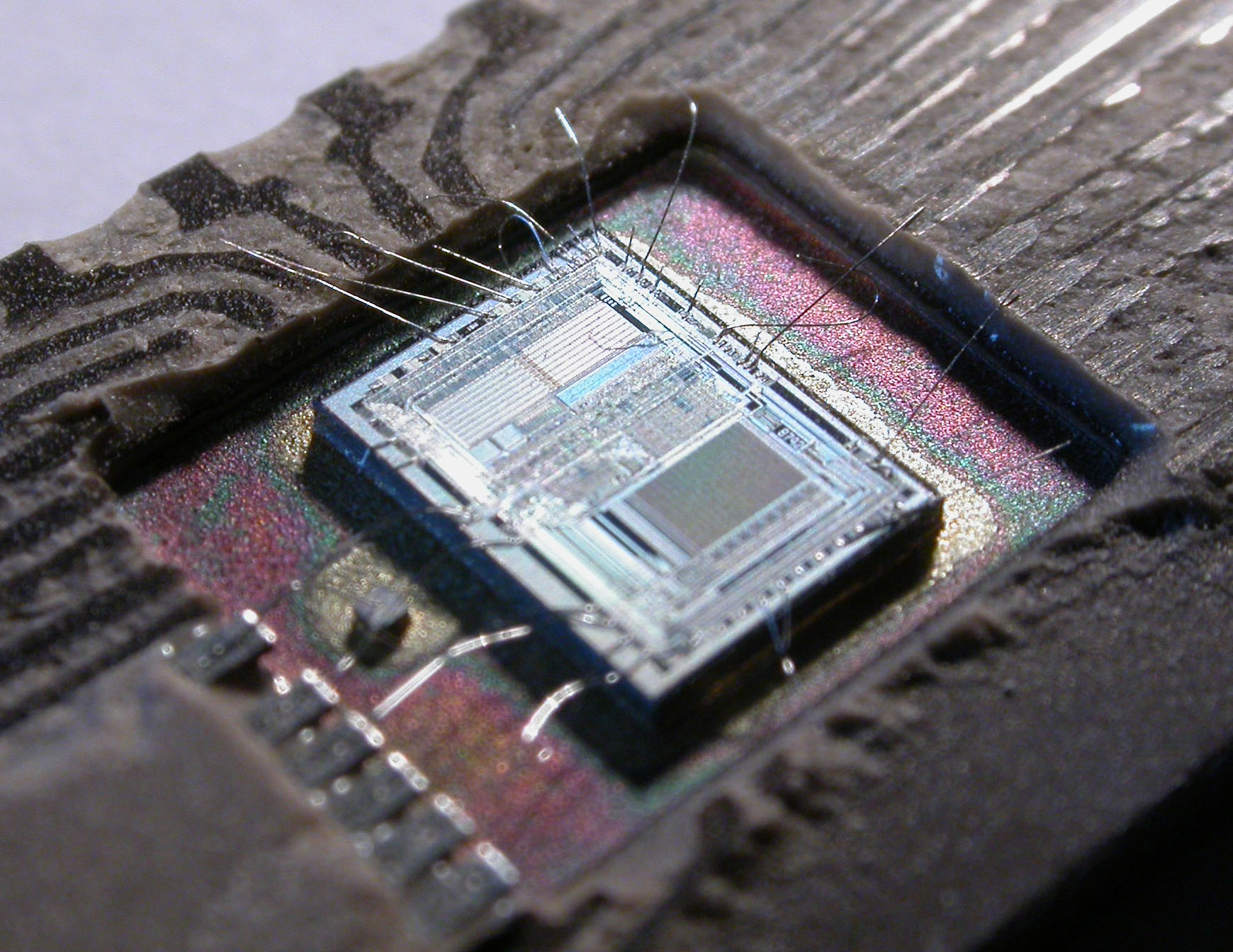
Die del microcontroller 8742 Intel, montato nel suo package ceramico

Il processo di produzione avviene su un substrato di silicio monocristallino con bassissimo numero di impurezze e difetti cristallografici.
Tali substrati sono costituiti da wafer di silicio del diametro tra i 10 e i 12 pollici (tra 25,40 e 30,48 cm) e di spessore inferiore al millimetro. Di questo substrato solo la parte superiore sarà interessata alla lavorazione, in quanto tutti i dispositivi saranno realizzati praticamente sulla superficie del wafer, in uno spessore dell'ordine dei 10÷20 micron. La parte inferiore ad esso prende il nome di bulk. Per questa ragione, quando ci si riferisce alla tecnologia dei circuiti integrati si parla di silicon planar technology.
I processi necessari per ottenere i wafer per la fabbricazione dei circuiti integrati sono molto complessi ma possono essere così semplificati:
1. Si parte dalla quarzite[3] come materiale grezzo ed essa viene sottoposta a complessi processi di raffinazione per far sì che diventi silicio policristallino, definito di grado elettronico (EGS),[4] cioè silicio con meno di un'impurità ogni miliardo di atomi (molto puro).
2. Il polisilicio di tipo EGS viene sottoposto ad accrescimento cristallino per ottenere un lingotto monocristallino ultrapuro. A tal fine esistono due tecniche: la Czochralski (CZ) e la Float Zone (FZ).
3. Ogni lingotto viene segato, in modo da ottenere i wafer succitati e lappato per evitare che sulla superficie del wafer ci siano irregolarità che si ripercuotano in maniera pesante sul buon funzionamento del circuito integrato. A causa delle irregolarità, infatti, si potrebbero avere variazioni dello spessore delle piste conduttrici, con conseguenti variazioni, in qualche punto, della conducibilità elettrica delle stesse.

### Protezione e isolamento

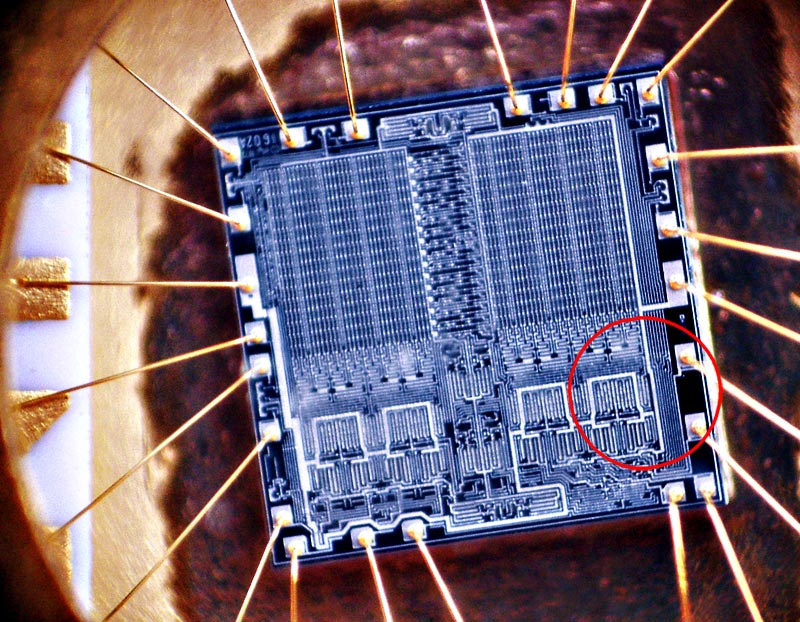
Un die di 3 x 3 mm con i fili per le connessioni ai terminali del package

Una volta realizzato il wafer è necessario proteggerlo da processi corrosivi, inevitabilmente innescati da eventuali particelle d'acqua nell'aria, e da sollecitazioni meccaniche alle quali può essere sottoposto. A tal fine usualmente si effettua una deposizione di materiale isolante avente anche la funzione di impedire eventuali cortocircuiti tra le piste conduttrici disposte su layer diversi.
L'ossido di silicio, SiO2, è il più diffuso dielettrico impiegato nella produzione dei circuiti integrati. Ci sono diverse tecniche che permettono di avere una crescita di ossido sulla superficie della fetta di silicio, ma quella più usata è l'ossidazione termica. Questa procedura consiste nell'esporre il silicio ad agenti ossidanti, quali acqua od ossigeno, ad elevate temperature e consente di avere un buon controllo sullo spessore dello strato ossidato e sulle proprietà chimiche dello strato di SiO2 accresciuto. L'ossido di silicio, lasciato libero di agire senza nessun controllo esterno, tenderebbe a formare quarzo, ed è per questa ragione che è necessario lavorare a temperature dell'ordine dei 1000 °C. 
Costringendo l'ossido ad avere una crescita termica sulla fetta di silicio, infatti, si fa in modo che esso si deformi non costituendo più una struttura cristallina ma amorfa. Un'ossidazione a temperatura ambiente, inoltre, provocherebbe la passivazione del silicio e bloccherebbe così il proseguimento dell'ossidazione.
A seconda che si usi come agente ossidante ossigeno (O2) o acqua (H2O), si parla rispettivamente di dry oxidation e di wet oxidation.
Le reazioni chimiche che avvengono in queste ossidazioni sono rispettivamente:
- {\displaystyle {\ce {Si\ +\ O2->SiO2}}} (dry oxidation);
- {\displaystyle {\ce {Si \ + \ 2H2O -> SiO2 \ + \ 2H2}}} (steam oxidation).

L'ossido di silicio, essendo un ottimo isolante viene usato per la passivazione del silicio, altri composti come il nitruro di silicio (Si3N4) vengono utilizzati per proteggere il chip dall'umidità.
Questi strati isolanti vengono di solito deposti per sputtering o chemical vapor deposition (CVD).
Man mano che il processo di ossidazione avanza, il silicio viene consumato e lo spessore del layer di SiO2 aumenta spostando l'interfaccia Si-SiO2 più in profondità nel substrato di silicio. Poiché la densità del silicio è pari a 5,0 × 1022 atomi/cm3, mentre quella dell'ossido di silicio è pari a 2,2 × 1022 atomi/cm3, l'ossidazione comporta un aumento di volume. Tale aumento di volume si può valutare dal rapporto tra volume di ossido accresciuto e volume di silicio consumato, ed essendo pari al rapporto tra la densità del silicio e quella dell'ossido di silicio, è pari a 2,28. L'interfaccia ossido-silicio, pertanto, si abbasserà, rispetto alla posizione iniziale, del 44% dello spessore dell'ossido accresciuto, essendo 2,28−1 = 0,44 approssimando per eccesso alla seconda cifra decimale.

### Litografia

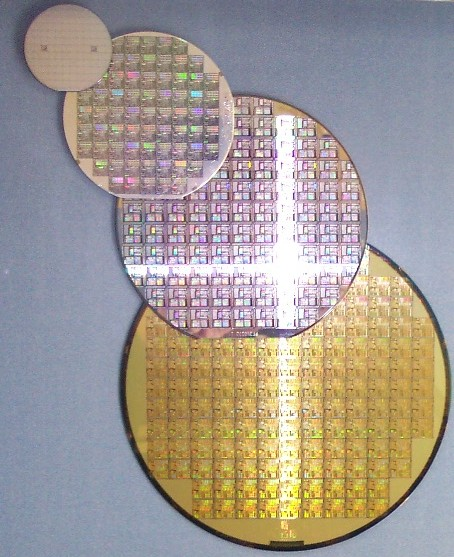
Wafer di silicio di varie dimensioni. Su ogni wafer sono presenti numerosi circuiti elettronici: i futuri die

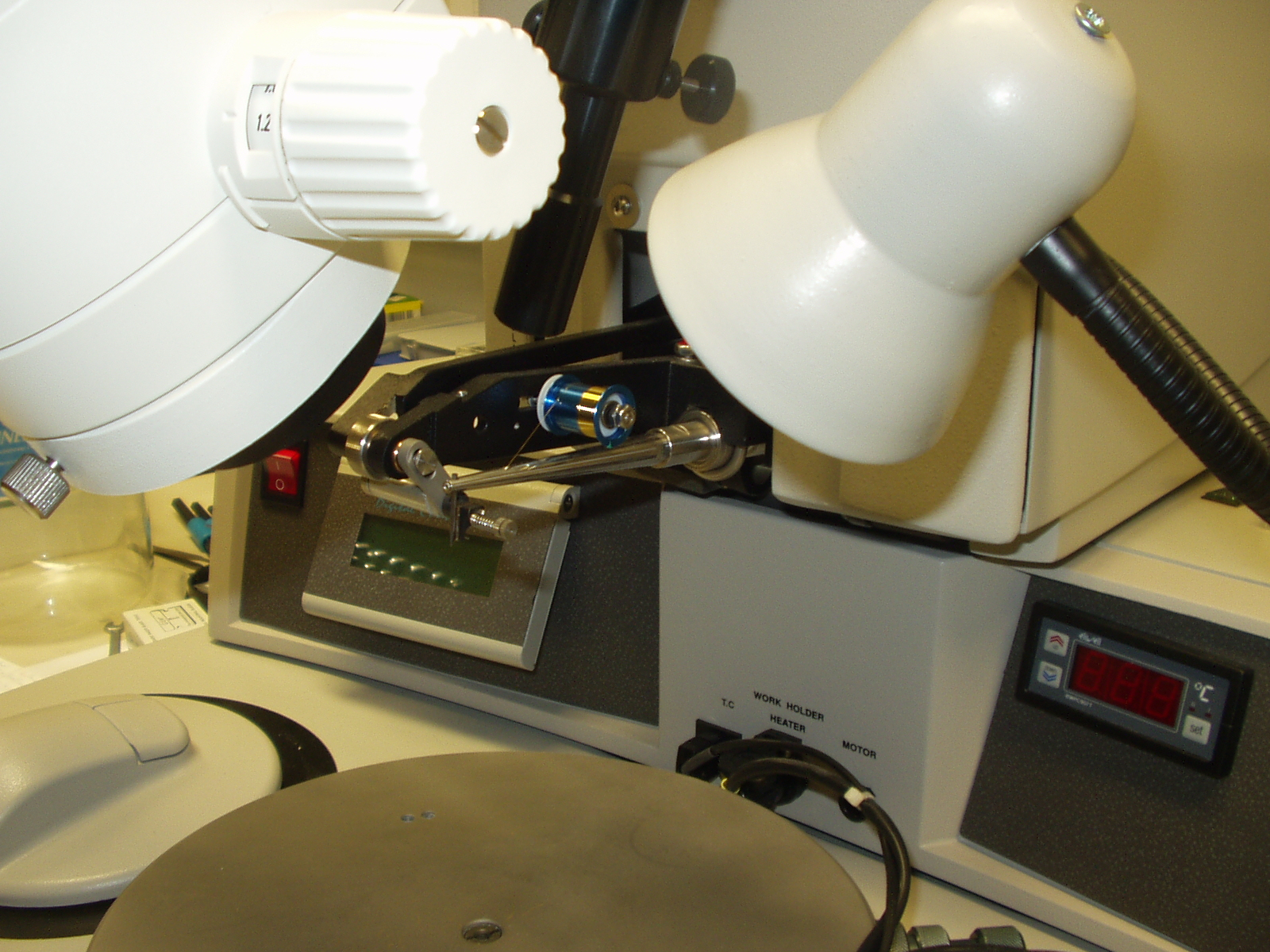
Stazione di saldatura manuale dei sottili fili tra le piazzole del die e i pin del package. Nella produzione industriale la procedura è automatizzata

La fabbricazione dei circuiti integrati sui wafer di silicio richiede che molti layer, ognuno con uno schema diverso, siano depositati sulla superficie uno alla volta, e che il drogaggio delle zone attive venga fatto nelle giuste dosi evitando che esso diffonda in regioni diverse da quelle di progetto. I vari pattern usati nella deposizione dei layer sul substrato sono realizzati grazie ad un processo chiamato litografia.
Il processo di litografia si sviluppa in varie fasi.
Dapprima la superficie del wafer viene rivestita con un materiale chiamato PhotoResist (PR); tale strato viene poi esposto selettivamente a radiazioni quali luce ultravioletta, raggi X, fascio ionico o fascio elettronico. La selezione dell'area da irraggiare avviene mediante l'uso di una maschera sulla quale è stato precedentemente realizzato il pattern che si vuole conferire al layer sul substrato di silicio, e che è trasparente ovunque tranne nelle zone sulle quali sono state realizzate le forme dello schema, oppure, nel caso di uso di un fascio ionico, utilizzando un cannone, controllato da un opportuno software, simile a quelli presenti nei cinescopi dei televisori. In quest'ultimo caso si parla di elettrolitografia, mentre quando si fa uso di luce ultravioletta si parla di fotolitografia.
Quando il photoresist viene bombardato da un'opportuna radiazione, esso polimerizza. Dopo l'esposizione il PR è soggetto a sviluppo (come una pellicola fotografica) che distrugge le zone esposte alla radiazione o quelle in ombra a seconda che si sia usato un PR positivo o negativo. Il primo, infatti, lascia attaccare le zone polimerizzate, il secondo, al contrario, quelle non polimerizzate ottenendo le forme duali a quelle ottenute con il primo PR citato. Solitamente lo sviluppo consta di tre attacchi acidi: nel primo si scava nel PR fino allo strato di ossido, nel secondo si giunge fino al silicio sottostante e con l'ultimo viene asportato il photoresist residuo.
Il processo di rimozione del photoresist è un processo isotropo e per questa ragione può avvenire il fenomeno del "sotto attacco" o under etching durante il quale viene scavato anche ciò che si trova sotto il resist.
I processi di etching generalmente si dividono in quelli completamente isotropi, che fanno uso di reagenti chimici (attacco acido) e che vengono chiamati wet etching, e quelli completamente anisotropi chiamati dry etching. Questi ultimi utilizzano agenti ossidanti e riducenti, prodotti da gas di processo ionizzati mediante una scarica di plasma. Per questo motivo si parla di plasma etching.
Quest'ultimo tipo di etching, oltre all'isotropia, è caratterizzato dall'essere più lento del primo, dall'avere un buon controllo, una più alta risoluzione e un maggiore costo di realizzazione rispetto a quello di tipo wet che dal canto suo permette di ottenere superfici più lisce.
Segue la fase di taglio del wafer nei singoli dice.
A questo punto i chip prodotti vengono controllati. Si definisce resa il rapporto tra il numero di dice funzionanti e quello di dice totali prodotti. Tale valore nelle moderne fabbriche è anche superiore al 90%.
I dice vengono fissati all'interno dei contenitori (processo di die-packaging) e collegati ai terminali metallici del package (processo di wire bonding) con filo metallico più sottile di un capello, variabile da circa 15 μm a circa 250 μm, 
di diversi materiali: oro, alluminio
o rame.
I terminali del package sono il tramite con cui il die può comunicare con il circuito in cui verrà inserito.